# Selidosema combustaria
Selidosema combustaria là một loài bướm đêm trong họ Geometridae.